# Benito Stefanelli
Benito Stefanelli (ur. 2 września 1928 w Rzymie, zm. 18 grudnia 1999 tamże) – włoski aktor telewizyjny i filmowy, kaskader i mistrz broni, który zagrał w filmie ponad 60 razy w latach 1955–1991.
Stefanelli jest najbardziej znany w kinie światowym ze swoich ról popleczników w spaghetti westernach Sergio Leone, przedstawiając członków gangu w trylogii filmów: Za garść dolarów (1964), Za kilka dolarów więcej (1965) i Dobry, zły i brzydki (1966). Grał miejskiego pijaka w westernie Ścigany – Wanted (1967) z Giuliano Gemmą.
W swojej karierze Stefanelli pojawił się w niezliczonych innych filmach zachodnich. W latach 60. i wczesnych 70. pracował jednocześnie jako koordynator kaskaderów przy filmach, w których występował, w tym w filmach Sergio Leone. Biegle władający językiem angielskim, podobno pełnił także funkcję tłumacza Clinta Eastwooda wraz z Billem Thompkinsem na planie filmu Za garść dolarów (1964).

## Wybrana filmografia
- 1954: Ulisses (Ulisse) jako Elatus, zalotnik Penelopy
- 1961: Romulus i Remus (Romolo e Remo) jako Żołnierz
- 1962: Królowa dla Cezara (Una Regina per Cesare) jako Trader #2
- 1963: Syn Spartakusa (Il Figlio di Spartacus) jako Nordyski blondyn
- 1963: Zorro i trzej muszkieterowie (Zorro e i tre moschiettieri)
- 1964: Za garść dolarów (Per un pugno di dollari) jako Rubio
- 1965: Jeden srebrny dolar (Un dollaro bucato) jako James
- 1965: Za kilka dolarów więcej (Per qualche dollaro in più) jako Luke „Hughie”
- 1966: Dobry, zły i brzydki (Il buono, il brutto, il cattivo) jako Członek gangu „Anielskich Oczek”
- 1966: Colorado (La Resa dei conti) jako Jess
- 1967: Poszukiwany (Wanted) jako Billy Baker
- 1967: Dni gniewu (I Giorni dell’ira) jako Owen White, wynajęty zabójca
- 1968: Pewnego razu na Dzikim Zachodzie (C’era una volta il West) jako Porucznik Franka
- 1969: Noc węża (La Notte dei serpenti)
- 1971: Garść dynamitu (Giù la testa) jako Strażnik
- 1972: Tak zabójczo słodko (Rivelazioni di un maniaco sessuale al capo della squadra mobile)
- 1972: Prawo do życia, prawo do śmierci (Una Ragione per vivere e una per morire) jako Samuel Pickett, były skazaniec
- 1973: Nazywam się Nobody (Il Mio nome è Nessuno) jako Porteley
- 1973: Amazonki przeciw supermanom (Le Amazzoni – donne d’amore e di guerra) jako Erno
- 1977: Macho (El Macho) jako Szeryf
- 1978: Zapłata (La Mazzetta)
- 1980: Człowiek – puma (L’uomo puma) jako Rankin, porucznik Kobrasa
- 1984: Biały ogień (Vivre pour survivre / White fire)
- 1985: Zaklęta w sokoła (Ladyhawke) jako Strażnik biskupa
- 1985: Wojenny autobus (Warbus) jako Debrard
- 1987: Barbarzyńcy (The Barbarians) jako Greyshaft
- 1987: Cobra Verde jako Pedro Vicente
- 1988: Demon opętania (Transformations) jako Vapes
- 1988: Ten cholerny żołnierz (Un Maledetto soldato)
- 1988: Widmo śmierci (Un Delitto poco comune) jako Mężczyzna w ubikacji
- 1991: Sezon gigantów (A Season of Giants, TV) jako Francuski podporucznik
- 1991: Studnia i wahadło (The Pit and the Pendulum) jako Kat